# 高島平区民館
高島平区民館（たかしまだいらくみんかん）は、東京都板橋区高島平にある多目的ホールである。

## 概要
1979年3月15日に制定された東京都板橋区立高島平区民館条例に基づき、同年3月26日に開館した区直轄の施設。1階に区民事務所と地域センター、2階に児童館があり、3階に最大で500人収容可能な舞台つきのホールと、50人収容可能な会議室が設置されている。
区直轄の施設ではあるが、営利目的での利用や主に区外で活動する団体の使用も認められている。利用は事前申し込み制で、ホールの利用者のみ控室と楽屋2室が利用可能。開設からの利用者数はのべ13万人あまり。